# Jozef Gabčík
Jozef Gabčík (Poluvsie, 8 april 1912 – Praag, 18 juni 1942) was een Slowaakse man die als Tsjecho-Slowaaks soldaat was betrokken bij operatie Anthropoid, de liquidatie van een van de belangrijkste leiders van nazi-Duitsland: Reinhard Heydrich.
Gabčík was een Slowaakse paracommando met de rang van rotmistr (sergeant). Eind 1941 landde hij als parachutist samen met Jan Kubiš in het Rijksprotectoraat Bohemen en Moravië, met de opdracht de gouverneur Reinhard Heydrich te vermoorden. De aanslag op 27 mei 1942 verwondde Heydrich zwaar, waardoor deze enkele dagen later in een ziekenhuis overleed. De nazi-autoriteiten hielden de weken daarna een klopjacht op de twee mannen. Na het verraad van Karel Čurda werden ze samen met vijf andere paratroepers in de Sint-Cyrillus-en-Methodiuskerk in Praag gevonden. De zeven mannen wisten bijna acht uur stand te houden tegen de overmacht van achthonderd SS'ers, maar uiteindelijk zagen zij zich genoodzaakt zelfmoord te plegen om arrestatie te voorkomen.
Het dorp Gabčíkovo in het zuiden van Slowakije is naar hem genoemd, evenals een van de grootste dammen op de Donau vlak bij het dorp. Een straat in Praag, vlak bij de plaats van de aanslag op Heydrich, is vernoemd naar Gabčík.

## Militaire loopbaan
- Soldaat (Vojín): 1 oktober 1932[3]
- Korporaal (Desátník):[3]
- Sergeant (Rotmistr): 29 december 1939[3]
- Luitenant (Poručík): 28 oktober 1942 (postuum)
- Kapitein (Stábní kapitán): 1 december 1945 (postuum)
- Kolonel (Plukovník): 24 juni 2002 (postuum)
- Brigadegeneraal (Brigádní generál): 7 mei 2015 (postuum)

## Onderscheidingen
- Croix de guerre 1939 - 1945 in 1940
- Oorlogskruis 1940 (3) in 1940, 1942 en 1945
- Herinneringsmedaille van het Tsjecho-Slowaakse leger in het buitenland met gesp(en) "Verenigd Koninkrijk" en "Frankrijk" in 1944
- 1947 - Certifikate van de King's Commendation
- De Gouden Ster in de Orde van de Vrijheid in 1949
- Militaire Orde van de Witte Leeuw voor de Overwinning, 1e klasse in 1968
- Orde van Milan Rastislav Štefánik, 3e klasse op 8 mei 1992[4][5]